# بروكونسول (جنس)
البروكونسول (الاسم العلمي: Proconsul)، جنس منقرض من الرئيسيات عاش منذ حوالي 21 إلى 17 مليون سنة خلال الميوسيني. توجد بقايا أحافيره في شرق إفريقيا، بما في ذلك كينيا وأوغندا. تم تصنيف أربعة أنواع حتى الآن، وهي:
- البروكونسول الإفريقي (P. africanus)
- البروكونسول الكبير (P. major)
- البروكونسول جيتونغاي (P. gitongai)
- البروكونسول ميسواي (P. meswae)

وتختلف هذه الأنواع الأربعة بشكل أساسي في حجم الجسم. لا تزال عمليات إعادة بناء البيئة لمواقع البروكونسول في أوائل الميوسيني مؤقتة وتتراوح من البيئات الغابية إلى الأراضي العشبية المفتوحة والأكثر جفافًا.